# Comuna Lupșanu, Călărași
Lupșanu este o comună în județul Călărași, Muntenia, România, formată din satele Lupșanu (reședința), Nucetu, Plevna, Radu Vodă și Valea Rusului.

## Așezare
Comuna se află în partea centrală a județului, pe valea râului Cucuveanu (în vest) și a râului Berza (în est). Este traversată de șoseaua națională DN3, care leagă Călărașiul de București. La Plevna, această șosea se intersectează cu șoseaua județeană DJ304, care duce spre nord la Dor Mărunt (unde se termină în DN3A) și spre sud la Ulmu și Dorobanțu (unde se termină în DN31). Tot spre nord la Dor Mărunt duc și șoselele județene DJ313 și DJ315, care se ramifică tot din DN3, la Radu Vodă și, respectiv, Plevna.

## Demografie
Componența etnică a comunei Lupșanu
     Români (92,28%)
     Alte etnii (0,4%)
     Necunoscută (7,32%)
Componența confesională a comunei Lupșanu
     Ortodocși (91,18%)
     Alte religii (1,1%)
     Necunoscută (7,72%)
Conform recensământului efectuat în 2021, populația comunei Lupșanu se ridică la 3.004 locuitori, în scădere față de recensământul anterior din 2011, când fuseseră înregistrați 3.499 de locuitori. Majoritatea locuitorilor sunt români (92,28%), iar pentru 7,32% nu se cunoaște apartenența etnică. Din punct de vedere confesional, majoritatea locuitorilor sunt ortodocși (91,18%), iar pentru 7,72% nu se cunoaște apartenența confesională.

## Politică și administrație
Comuna Lupșanu este administrată de un primar și un consiliu local compus din 11 consilieri. Primarul, Ștefan Câmpulungeanu[*], de la Partidul Social Democrat, este în funcție din octombrie 2020. Începând cu alegerile locale din 2024, consiliul local are următoarea componență pe partide politice:
|  | Partid                          | Consilieri | Componența Consiliului | Componența Consiliului | Componența Consiliului | Componența Consiliului | Componența Consiliului | Componența Consiliului | Componența Consiliului | Componența Consiliului |
|  | ------------------------------- | ---------- | ---------------------- | ---------------------- | ---------------------- | ---------------------- | ---------------------- | ---------------------- | ---------------------- | ---------------------- |
|  | Partidul Social Democrat        | 8          |                        |                        |                        |                        |                        |                        |                        |                        |
|  | Alianța pentru Unirea Românilor | 1          |                        |                        |                        |                        |                        |                        |                        |                        |
|  | Partidul Național Liberal       | 1          |                        |                        |                        |                        |                        |                        |                        |                        |
|  | Partidul Puterii Umaniste       | 1          |                        |                        |                        |                        |                        |                        |                        |                        |

## Istorie
La sfârșitul secolului al XIX-lea, comuna făcea parte din plasa Borcea a județului Ialomița și avea în compunere satele Lupșani, Valea Seacă și Hoinari, și cătunul Târla-Martoiu, având în total 2261 de locuitori. În comună existau o școală mixtă cu 62 de elevi (dintre care 12 fete) și două biserici. La acea vreme, pe teritoriul actual al comunei mai funcționa în aceeași plasă și comuna Plevna, formată din satele Valea Mare (reședința) și Valea Rusului, având în total o populație de 322 de familii. Existau și aici o școală mixtă și o biserică în satul Valea Rusului.
Anuarul Socec din 1925 consemnează cele două comune în plasa Lehliu a aceluiași județ. Comuna Lupșanu avea în compunere satele Culcați-Răzvani, Lupșanu, Nucetu-Culcați, Radu Vodă și Valea Seacă, cu 3214 locuitori; în vreme ce comuna Plevna avea 2764 de locuitori în satele Domnița Maria, Plevna, Valea Rusului și Zimbru. În 1931, satul Radu Vodă s-a separat pentru o vreme pentru a forma o comună de sine stătătoare, iar comuna Lupșanu a rămas cu satele Lupșanu și Nucetu; comuna Plevna a rămas de atunci cu satele Plevna și Valea Rusului (după ce Domnița Maria a trecut la comuna Dor Mărunt, iar satul Zimbru — la comuna Făurei).
În 1950, comunele Lupșanu și Plevna au trecut la raionul Lehliu din regiunea Ialomița, apoi (după 1952) din regiunea București. În 1968, ele au revenit la județul Ialomița, reînființat, iar comuna Plevna a fost desființată și satele ei incluse în comuna Lupșanu, care a căpătat alcătuirea actuală. În 1981, o reorganizare administrativă regională a dus la transferarea comunei la județul Călărași.

## Monumente istorice
Singurul obiectiv din comuna Lupșanu inclus în lista monumentelor istorice din județul Călărași este o cruce de hotar, aflată în zona satelor Plevna și Valea Rusului, datând din 1894 și care este clasificată ca monument memorial sau funerar.